# Centre Party of Ireland
Die Centre Party of Ireland (bis April 2023 Renua Ireland) ist eine konservative Partei in Irland, die am 13. März 2015 von drei ehemaligen Fine-Gael-Abgeordneten gegründet wurde.

## Geschichte
Nach den Parlamentswahlen 2011 wurde Lucinda Creighton, die der Fine Gael angehörte, Ministerin für Europäische Angelegenheiten. Bei einer Abstimmung im Jahr 2013 zur Abtreibungsfrage widersetzte sie sich der Parteilinie und stimmte gegen das Gesetz. Daraufhin wurde sie zusammen mit einigen anderen Abgeordneten aus der Partei ausgeschlossen. Sie bildeten anschließend eine lose Allianz unter dem Namen Reform Alliance. 
Am 13. März 2015 wurde unter Federführung von Creighton die Renua Ireland gegründet. 
Für die Wahlen zum Dáil Éireann 2016 hoffte die Partei 50 bis 60 Kandidaten aufstellen zu können, mindestens einen je Wahlkreis. Sie präsentierte schließlich 18 Kandidaten. Sie veröffentlichte im Januar ein Parteiprogramm, dessen Hauptpunkte eine Flat Tax von 23 % und ein Three strikes law waren. Bei der Wahl verloren Billy Timmins, Terence Flanagan und Lucinda Creighton ihre Parlamentssitze, die Partei erhielt keinen einzigen Sitz im Dáil Éireann. Die Partei erhielt 2,2 % der Stimmen.
Bei den Wahlen zum Dáil Éireann 2020 erhielt die Partei 0,3 % der Stimmen.
Im April 2023 wurde die Partei in Centre Party of Ireland umbenannt.

## Wahlergebnisse
| Jahr | Wahl              | Stimmenanteil | Sitze |
| ---- | ----------------- | ------------- | ----- |
| 2016 | Dáil Éireann 2016 | 2,2 %         | 0/158 |
| 2019 | Europawahl 2019   | 0,4 %         | 0/11  |
| 2020 | Dáil Éireann 2020 | 0,3 %         | 0/160 |
| 2024 | Dáil Éireann 2024 | 0,0 %         | 0/174 |